# Laura Bassi
Pour les articles homonymes, voir Bassi.
Laura Maria Catarina Bassi, née le 31 octobre 1711 à Bologne (États pontificaux) et morte le 20 février 1778 dans cette même ville, est une mathématicienne et physicienne italienne. 

## Biographie
Laura Maria Catarina Bassi naît à Bologne le 29 octobre 1711, son père y exerçant le droit. Reconnaissant ses dons intellectuels précoces, il confie son éducation à Gaetano Tacconi (it), qui enseigne la médecine à l’université de Bologne. Elle reçoit alors l’attention et le soutien du cardinal Prospero Lambertini, futur pape Benoît XIV (1675-1758). Elle soutient l’épreuve de disputatio devant cinq professeurs de philosophie le 17 avril 1732. La même année, elle enseigne l’anatomie à l’université et, l’année suivante, devient docteur en philosophie [au sens large de philosophie naturelle]. Le sénat de la ville lui offre une pension afin qu’elle puisse continuer ses études. Elle enseigne alors les mathématiques et la physique. Ses cours sont renommés et attirent des élèves de l’Europe entière. Parmi ses élèves, il faut citer notamment le biologiste Lazzaro Spallanzani (1729-1799) et le physicien Alessandro Volta (1745-1827).
En 1738, elle se marie avec un autre membre de l’université, Giuseppe Veratti (1707-1793), qui y enseigne la médecine et la physique. Six enfants naissent de ce mariage. Laura Bassi continue à enseigner durant 28 ans.
Laura Bassi contribue à introduire les idées newtoniennes en Italie. Certains de ses textes sur la physique cartésienne et newtonienne sont publiés par l’université de Bologne mais elle ne fait paraître aucun livre. Elle reçoit la chaire de physique expérimentale, spécialement créée pour elle par l’Institut des sciences, et son mari devient son assistant. Son domaine de prédilection est l'électricité appliquée à la médecine.
En 1745, le pape Benoît XIV, soucieux du progrès des sciences, fonde une académie, les Benedettini, de vingt-cinq membres chargée de présenter chaque année une communication scientifique. Le pape manœuvre alors pour y faire admettre, comme vingt-cinquième membre, Laura Bassi. Les réactions à cette proposition de nomination sont contrastées, mais des professeurs italiens se mobilisent en sa faveur. À sa mort, son fauteuil reste vacant jusqu’à la nomination de l’obstétricienne Maria Dalle Donne (1778-1842). Sa carrière est exceptionnelle pour l’Europe, mais l’Italie a su honorer d’autres femmes scientifiques comme Maria Gaetana Agnesi (1718-1799). Parmi ses œuvres, citons De Problemate quodam Mechanico et De Problemate quodam Hydrometrico.
Émilie du Châtelet (1706-1749), physicienne française, traductrice des Principia Mathematica de Isaac Newton et elle-même admise en avril 1746 à l'Académie des sciences de l'institut de Bologne, fut l'une de ses admiratrices.

## Hommage
- (15742) Laurabassi, astéroïde.

- L'amphithéâtre Lespinasse de l'Institut national des sciences appliquées de Lyon a été renommé Laura Bassi en 2020.

## Sources
- Alic Margaret, Hypatia's Heritage. A History of Women in Science from Antiquity to the Late Ninetheenth Century, Londres, The Women's Press Ltd, 1986, 230 p. (ISBN 0-7043-3954-4)
- Londa Schiebinger, The Mind Has No Sex? : Women in the Origins of Modern Science, Harvard University Press, 1989, 355 p. (ISBN 0-674-57625-X, lire en ligne)
- Éric Sartori, Histoire des femmes scientifiques de l’Antiquité au XXe siècle, Paris, Plon, 2006, 443 p. (ISBN 2-259-20288-8)